# Ərəbbəsra
Ərəbbəsra è un comune dell'Azerbaigian situato nel distretto di Yevlax. Conta una popolazione di 806 abitanti.